# Ukraińska Hokejowa Liga (2019/2020)
Ukraińska Hokejowa Liga 2019/2020 jako 28. sezon rozgrywek o mistrzostwo Ukrainy w hokeju na lodzie i jednocześnie czwarta edycja w ramach UHL.

## Opis
Na początku czerwca 2019 dyrektor wykonawczy UHL, Ołeksij Braha, poinformował, że pięć klubów przekazało potwierdzenie akcesu do nowego sezonu (Biłyj Bars Biała Cerkiew, Dnipro Chersoń, Donbas Donieck, HK Krzemieńczuk, HK Mariupol), a ponadto oczekiwano na aplikacje od klubów Kryżani Wowky Kijów, MHK Dynamo Charków oraz spodziewano się zgłoszeń od klubów z miast Dniepr, Krzywy Róg i Nowojaworowsk. Władze ligi wyznaczyły termin zgłoszeń uczestników do nowego sezonu do 20 sierpnia 2019; do tego czasu skuteczne aplikacje złożyło pięć klubów, zaś oczekiwano na uzupełnienie wniosku przez szósty klub (jako warunek dla uczestników przewidziano przedstawienie grona sponsorów gwarantujących prowadzenie drużyny). 20 sierpnia 2019 ogłoszono, że jako szósty uczestnik został przyjęty MHK Dynamo Charków, a ponadto w sezonie wystąpią Biłyj Bars Biała Cerkiew, Dnipro Chersoń, Donbas Donieck, Kryżani Wowky Kijów, HK Krzemieńczuk.
Czwarty sezon UHL otrzymał osobne logo. Początek sezonu wyznaczono na 14 września 2019.

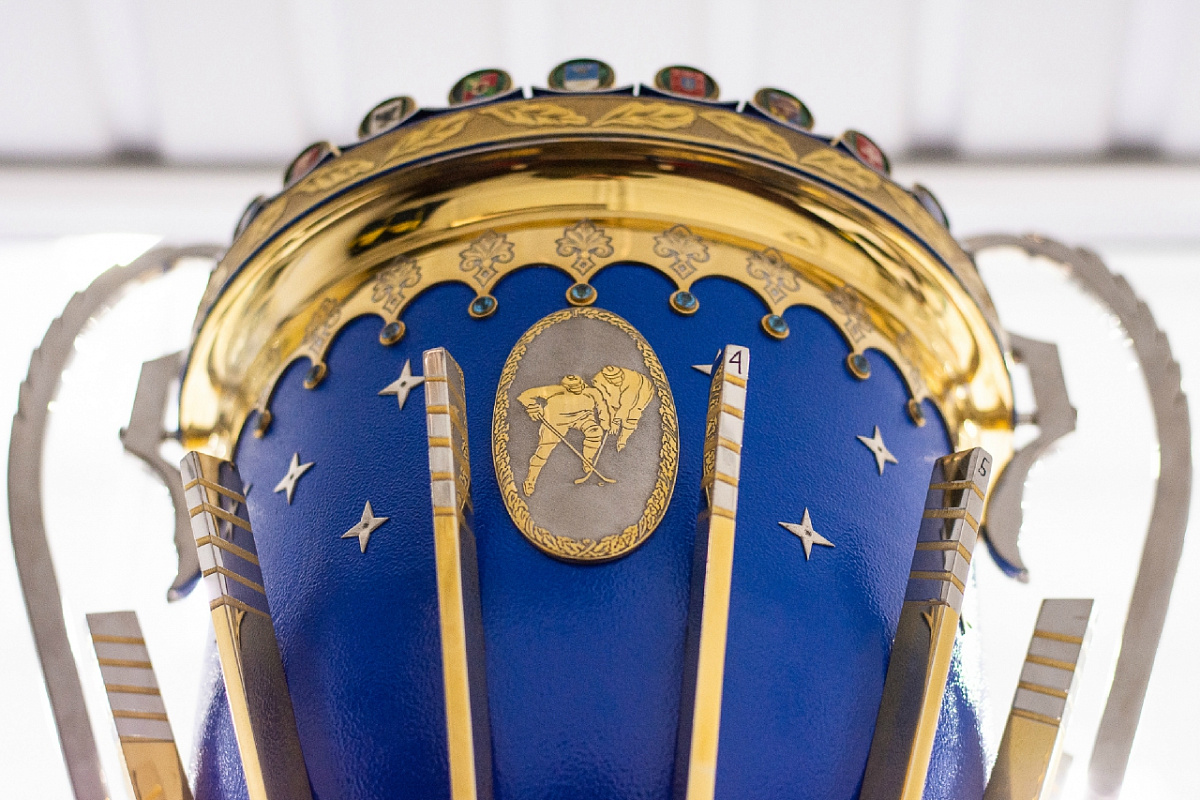
Puchar mistrzowski za sezon 2019/2020

## Uczestnicy
| Klub                     | Prezes               | Trener              | Asystent trenera                        |
| ------------------------ | -------------------- | ------------------- | --------------------------------------- |
| Biłyj Bars Biała Cerkiew | Kostiantyn Jefymenko | Kostiantyn Bucenko  | Ołeksandr Bobkin, Witalij Łytwynenko    |
| Dnipro Chersoń           | Władysław Manher     | Dmytro Pidhurski    | Ołeh Tymczenko, Ołeksandr Wasiljew      |
| Donbas Donieck           | Borys Kołesnikow     | Serhij Witer        | Ihor Czybiriew, Ihor Kuhut, Jewhen Brul |
| MHK Dynamo Charków       | Wałerij Seredenko    | Ołeksandr Panczenko | Władysław Mizhunow                      |
| Kryżani Wowky Kijów      | Andriej Chapkow      | Rusłan Borysenko    | Ihor Archypenko, Andriej Chapkow        |
| HK Krzemieńczuk          | Serhij Mazur         | Ołeksandr Sawycki   | Ołeksandr Sokołow, Dmytro Sumeć         |

## Sezon zasadniczy
W sezonie zasadniczym każda drużyna rozegrała 40 kolejek, a pierwsze miejsce zajął HK Krzemieńczuk. Runda zasadnicza trwała od 14 września do 29 lutego 2020.
| Msc. | Zespół                   | M  | Pkt | W  | WPD | WPK | PPD | PPK | P  | G + | G - | +/-  |
| ---- | ------------------------ | -- | --- | -- | --- | --- | --- | --- | -- | --- | --- | ---- |
| 1    | HK Krzemieńczuk          | 40 | 96  | 28 | 2   | 1   | 2   | 1   | 5  | 251 | 64  | +187 |
| 2    | Donbas Donieck           | 40 | 95  | 29 | 0   | 3   | 0   | 2   | 6  | 223 | 68  | +155 |
| 3    | Dnipro Chersoń           | 40 | 86  | 25 | 3   | 1   | 2   | 1   | 7  | 189 | 70  | +119 |
| 4    | Biłyj Bars Biała Cerkiew | 40 | 53  | 16 | 1   | 0   | 1   | 2   | 20 | 129 | 129 | 0    |
| 5    | Kryżani Wowky Kijów      | 40 | 20  | 6  | 1   | 0   | 0   | 0   | 32 | 79  | 245 | -166 |
| 6    | MHK Dynamo Charków       | 40 | 10  | 2  | 0   | 0   | 0   | 1   | 36 | 52  | 346 | -294 |

Legenda:

Msc. = lokata w tabeli, M = liczba rozegranych spotkań, Pkt = Liczba zdobytych punktów, W = Liczba meczów wygranych, WPD = Liczba meczów wygranych po dogrywce, WPK = Liczba meczów wygranych po karnych, PPD = Liczba meczów przegranych po dogrywce, PPK = Liczba meczów przegranych po karnych, P = Liczba meczów przegranych, G+ = Gole strzelone, G- = Gole stracone, +/- = Bilans bramkowy

      = Awans bezpośredni do fazy play-off
      = Awans do fazy wstępnej przed play-off

## Faza play-off
Do fazy play-off dopuszczono wszystkich uczestników rozgrywek. W etapie pierwszym - wstępnym zespoły z miejsce 3-6 rywalizowały w dwumeczach o prawo gry w półfinale, podczas gdy dwie pierwsze drużyny z tabeli oczekiwały wówczas na przeciwnika półfinałowego. Rundę wstępną zdołano rozegrać do 16 marca 2020. Następnie rozgrywki zostały przerwane z powodu trwającej pandemii COVID-19. Etap półfinałowy wznowiono 1 września 2020 i zakończono 3 października 2020. Rozgrywkę finałową zaplanowano od 7 października 2020.
Runda wstępna - ćwierćfinałowa
- Dnipro Chersoń – MHK Dynamo Charków 2:0 (8:1, 12:0)
- Biłyj Bars Biała Cerkiew – Kryżani Wowky Kijów 2:1 (4:2, 2:4, 5:4 d.)

|  | Runda półfinałowa           | Runda półfinałowa           | Runda półfinałowa           | Runda półfinałowa           | Runda półfinałowa           | Runda półfinałowa           | Runda półfinałowa           | Runda półfinałowa           | Runda półfinałowa           |  |  | Runda finałowa            | Runda finałowa            | Runda finałowa            | Runda finałowa            | Runda finałowa            | Runda finałowa            | Runda finałowa            | Runda finałowa            | Runda finałowa            | Runda finałowa            |
|  |                             |                             |                             |                             |                             |                             |                             |                             |                             |  |  |                           |                           |                           |                           |                           |                           |                           |                           |                           |                           |
|  | Nr                          | Nazwa zespołu               | Stan                        | M1                          | M2                          | M3                          | M4                          | M5                          | M6                          |  |  | Nr                        | Nazwa zespołu             | Stan                      | M1                        | M2                        | M3                        | M4                        | M5                        | M6                        | M7                        |
|  |                             |                             |                             |                             |                             |                             |                             |                             |                             |  |  |                           |                           |                           |                           |                           |                           |                           |                           |                           |                           |
|  | Mecze 1. pary o miejsca 1-4 |                             |                             |                             |                             |                             |                             |                             |                             |  |  |                           |                           |                           |                           |                           |                           |                           |                           |                           |                           |
|  | 1                           | HK Krzemieńczuk             | 4                           | 5                           | 4                           | 9                           | 9                           |                             |                             |  |  |                           |                           |                           |                           |                           |                           |                           |                           |                           |                           |
|  | 4                           | Biłyj Bars Biała Cerkiew    | 0                           | 1                           | 1                           | 2                           | 4                           |                             |                             |  |  | Rywalizacja o mistrzostwo | Rywalizacja o mistrzostwo | Rywalizacja o mistrzostwo | Rywalizacja o mistrzostwo | Rywalizacja o mistrzostwo | Rywalizacja o mistrzostwo | Rywalizacja o mistrzostwo | Rywalizacja o mistrzostwo | Rywalizacja o mistrzostwo | Rywalizacja o mistrzostwo |
|  |                             |                             |                             |                             |                             |                             |                             |                             |                             |  |  | 1                         | HK Krzemieńczuk           | 4                         | 4                         | 3                         | 1                         | 3                         | 2                         | 2                         | 3                         |
|  | Mecze 2. pary o miejsca 1-4 | Mecze 2. pary o miejsca 1-4 | Mecze 2. pary o miejsca 1-4 | Mecze 2. pary o miejsca 1-4 | Mecze 2. pary o miejsca 1-4 | Mecze 2. pary o miejsca 1-4 | Mecze 2. pary o miejsca 1-4 | Mecze 2. pary o miejsca 1-4 | Mecze 2. pary o miejsca 1-4 |  |  | 2                         | Donbas Donieck            | 3                         | 5                         | 4                         | 0                         | 0                         | 3                         | 1                         | 2                         |
|  | 2                           | Donbas Donieck              | 4                           | 2                           | 2                           | 3                           | 2                           | 4                           | 3                           |  |  |                           |                           |                           |                           |                           |                           |                           |                           |                           |                           |
|  | 3                           | Dnipro Chersoń              | 2                           | 3                           | 1                           | 2                           | 3                           | 1                           | 1                           |  |  |                           |                           |                           |                           |                           |                           |                           |                           |                           |                           |
|  |                             |                             |                             |                             |                             |                             |                             |                             |                             |  |  |                           |                           |                           |                           |                           |                           |                           |                           |                           |                           |
|  |                             |                             |                             |                             |                             |                             |                             |                             |                             |  |  |                           |                           |                           |                           |                           |                           |                           |                           |                           |                           |

W siódmym meczu rozgrywki finałowej Krzemieńczuk wygrał po dogrywce 3:2, a zwycięskiego gola zdobył w 67 minucie kapitan drużyny, Rosjanin Nikołaj Kisielow. Był to pierwszy w historii tego klubu tytuł mistrzowski.
Nagrodę MVP w fazie play-off otrzymał Andrij Denyskin (HK Krzemieńczuk).